# Onde
Pour les articles homonymes, voir onde (homonymie).

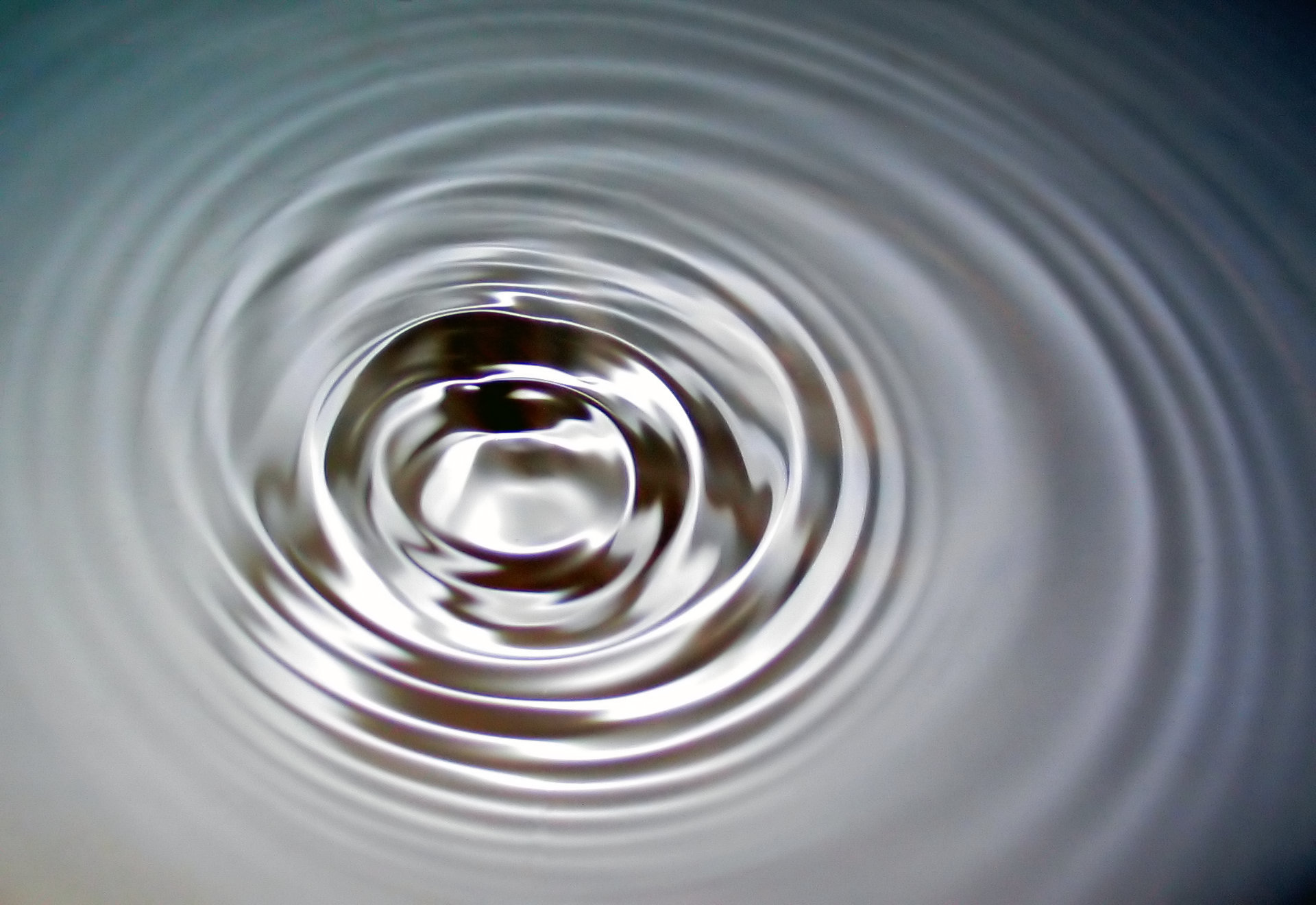
Propagation d'une onde.

Une onde est la propagation au cours du temps d'une perturbation produisant sur son passage une variation réversible des propriétés physiques locales du milieu. Elle se déplace avec une vitesse déterminée qui dépend des caractéristiques du milieu de propagation.

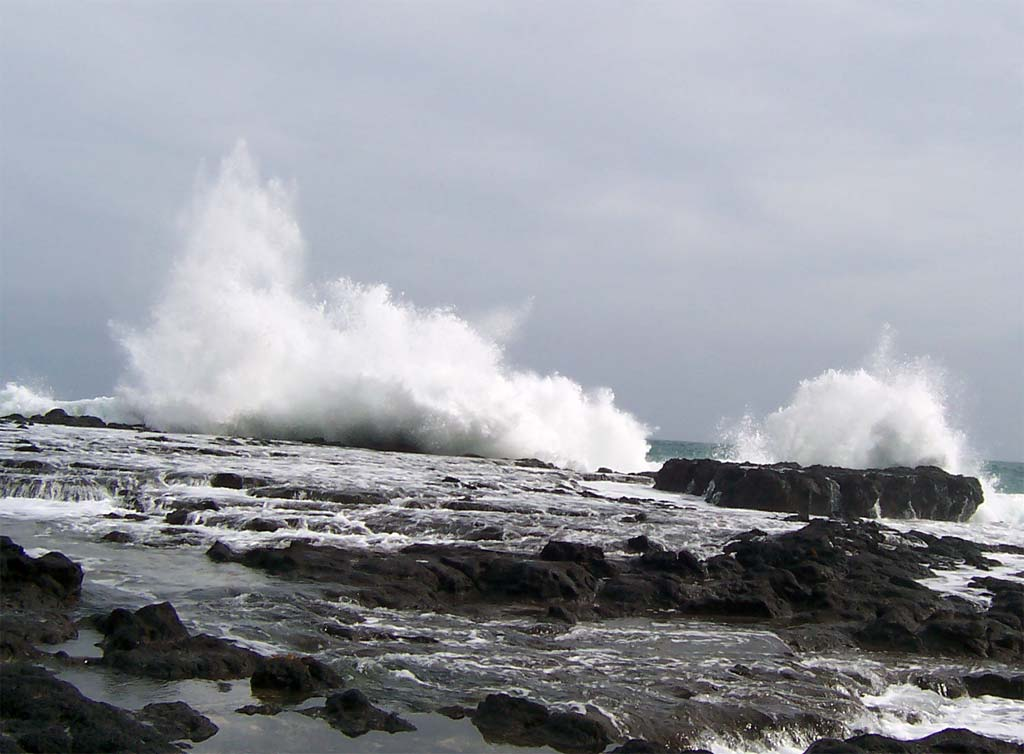
Une vague s'écrasant sur le rivage.

Il existe trois principaux types d'ondes :   
- les ondes mécaniques se propagent à travers une matière physique dont la substance se déforme. Les forces de restauration inversent alors la déformation. Par exemple, les ondes sonores se propagent via des molécules d'air qui entrent en collision avec leurs voisines. Lorsque les molécules entrent en collision, elles rebondissent aussi l'une contre l'autre. Cela empêche alors les molécules de continuer à se déplacer dans la direction de la vague ;
- les ondes électromagnétiques ne nécessitent pas de support physique. Au lieu de cela, elles consistent en des oscillations périodiques de champs électriques et magnétiques générés à l'origine par des particules chargées, et peuvent donc voyager à travers le vide ;
- les ondes gravitationnelles ne nécessitent pas non plus de support. Ce sont des déformations de la géométrie de l'espace-temps qui se propagent.

Ces trois types varient en longueur d'onde et comprennent, pour les ondes mécaniques, les infrasons, les sons et les ultrasons ; et pour les ondes électromagnétiques les ondes radio, les micro-ondes, le rayonnement infrarouge, la lumière visible, le rayonnement ultraviolet, les rayons X et les rayons gamma.  
Physiquement parlant, une onde est un champ, c'est-à-dire une zone de l'espace dont les propriétés sont modifiées. On affecte alors à chaque point de l'espace des grandeurs physiques scalaires ou vectorielles.
Comme tout concept unificateur, l'onde recouvre une grande variété de situations physiques très différentes :
- l'onde oscillante, qui peut être périodique, est bien illustrée par les rides provoquées par le caillou qui tombe dans l'eau ;
- l'onde solitaire ou soliton trouve un très bel exemple dans les mascarets ;
- l'onde de choc perçue acoustiquement, par exemple, lorsqu'un avion vole à une vitesse supersonique ;
- l'onde électromagnétique n'a dans certains cas pas de support matériel ;
- l'onde acoustique, qui a un support matériel ;
- l'onde de probabilité.

D'autre part, la mécanique quantique a montré que les particules élémentaires pouvaient être assimilées à des ondes, et vice versa, ce qui permet d’interpréter comme ondulatoires ou corpusculaires les comportements et effets de la lumière : le photon peut être considéré à la fois comme une onde et comme un corpuscule (voir Dualité onde-corpuscule) ; de même l'onde sonore (vibration mécanique) peut être considérée comme un corpuscule (voir phonon).

## Exemples
Illustrons la notion de « transport d'énergie sans transport de matière ». Dans le cas d'une onde mécanique, on observe de petits déplacements locaux et éphémères des éléments du milieu qui supportent cette onde, mais pas de transport global de ces éléments. Il en est ainsi pour une vague marine qui correspond à un mouvement approximativement elliptique des particules d'eau qui, en particulier, agite un bateau en mer. Dans ce contexte, un déplacement horizontal de matière est un courant ; or, on peut avoir une vague sans courant, voire une vague allant à contre-courant. La vague transporte horizontalement l'énergie du vent qui lui a donné naissance au large et, ce indépendamment du transport global de l'eau.
Dans les instruments de musique à cordes, la perturbation est apportée de différentes manières : archet (violon), marteau (piano), doigt (guitare). Sous l'effet de l'excitation appliquée transversalement, tous les éléments des cordes de ces instruments vibrent transversalement autour d'une position d'équilibre qui correspond à la corde au repos. L'énergie de vibration des cordes se transforme en son car les mouvements transverses des cordes mettent en mouvement l'air qui les baigne. Un son correspond à la propagation dans l'air d'une onde de pression de cet air. En un point de l'espace, la pression de l'air oscille autour de la valeur de sa pression au repos, elle croît et elle décroît alternativement autour de cette valeur. Dans une onde sonore le mouvement local des molécules d'air se fait dans la même direction que la propagation de l'énergie, l'onde est longitudinale. Les directions longitudinales et transverses se réfèrent à la direction de propagation de l'énergie qui est prise comme direction longitudinale.
Les ondes électromagnétiques sont des ondes qui sont transversales dans le vide ou dans des milieux homogènes. En revanche, dans des milieux particuliers, par exemple le plasma, les ondes électromagnétiques peuvent être longitudinales, transversales ou parfois les deux à la fois,. L'optique est un cas particulier de propagation dans des milieux diélectriques, tandis que la propagation dans un métal correspond à un courant électrique en mode alternatif.
Par analogie, le signal transmis de proche en proche peut quant à lui être illustré à l'aide des dominos comme jeu de construction: ces derniers reçoivent un signal et le transmettent en tombant sur le domino suivant.
Une file de voiture avançant au signal d'un feu vert ne constitue pas un exemple de transmission de proche en proche.

## Ondes et stabilité d'un milieu

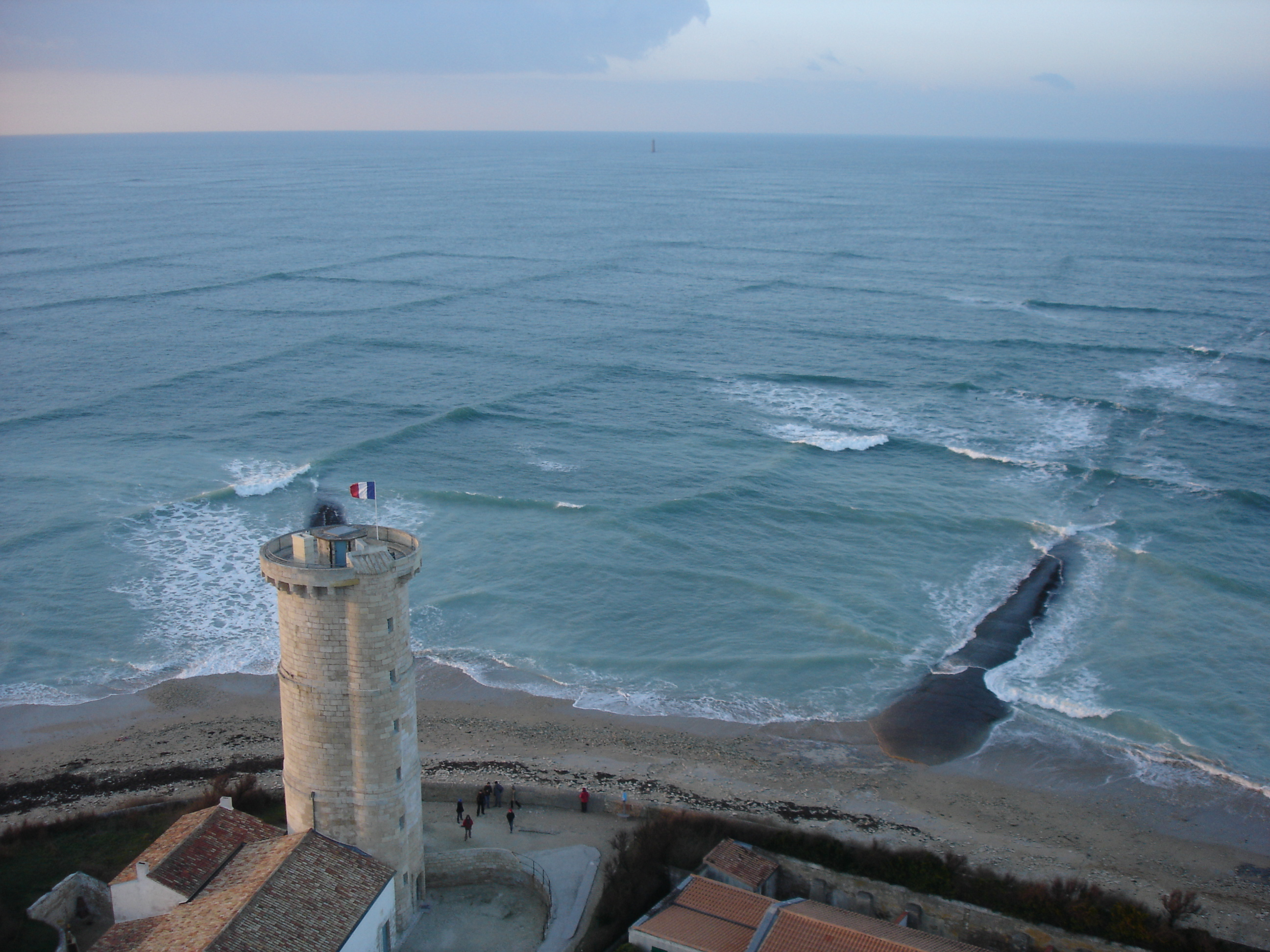
Ondes en milieu aquatique

Pour que des ondes se propagent dans un milieu il faut que celui-ci soit stable : sous l'action d'une perturbation extérieure, le milieu doit développer un mécanisme de rappel le ramenant vers sa position d'équilibre. La nature et les propriétés de l'onde dépendent de la manière dont ce mécanisme agit. Ainsi, par exemple, pour les vagues, ce mécanisme de rappel est la pesanteur tendant à ramener la surface libre vers une position d'équilibre. Pour les ondes sonores, le mécanisme de rappel est la tendance d'un fluide à uniformiser sa pression. Pour les ondes de torsion (comme sur un violon joué à l'archet), le mécanisme de rappel est le couple exercé par la corde.

## Dimensionnalité
Soient {\displaystyle {\overrightarrow {u}}} le déplacement de l'énergie et {\displaystyle {\overrightarrow {v}}} la vitesse de l'onde :
- L'onde est dite longitudinale si l'énergie se déplace dans le sens de déplacement de l'onde : {\displaystyle {\overrightarrow {u}}\parallel {\overrightarrow {v}}}.

Exemple : Ressort à boudin. Si on déplace brutalement une spire d'un tel ressort tendu entre deux supports on voit se former une onde de compression des spires. Dans ce cas le mouvement des spires se fait dans la même direction que la propagation de l'énergie, suivant la droite que constitue l'axe de symétrie du ressort. Il s'agit d'une onde longitudinale à une dimension.
- L'onde est dite transversale si l'énergie se déplace perpendiculairement au sens de déplacement de l'onde : {\displaystyle {\overrightarrow {u}}\bot {\overrightarrow {v}}}.

Exemples : Lorsqu'on frappe un tambour, on crée sur sa peau une onde transverse à deux dimensions, comme dans le cas de la surface de l'eau.
Lorsqu'on déplace des charges électriques, les champs magnétiques et électriques locaux varient pour s'adapter à la variation de position des charges produisant une onde électromagnétique. Cette onde est transverse et peut se propager dans les trois directions de l'espace. Dans ce cas, l'onde n'est pas un déplacement de matière.
- Une onde peut être une variation de la hauteur d'eau. Il en est de même pour les ronds dans l'eau provoqués par la chute d'un caillou. Dans ce cas on peut facilement voir que la propagation de l'onde se fait dans les deux dimensions de la surface de l'eau.

## Périodicité temporelle et périodicité spatiale

Phénomène ondulatoire

Le cas le plus simple d'onde progressive périodique est une onde dite « monochromatique » et « unidimensionnelle »

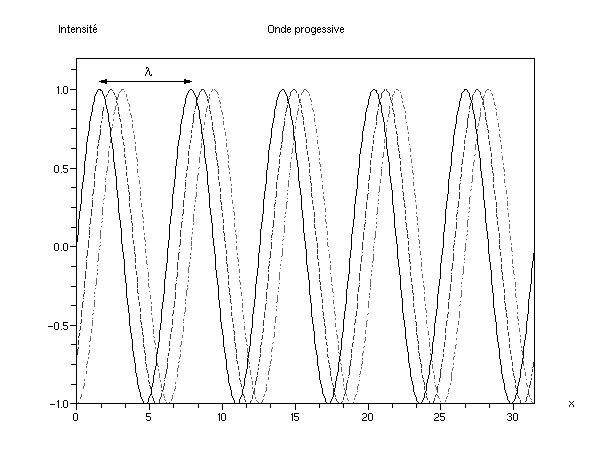
Onde progressive vue à plusieurs instants successifs

Si l'on prend un cliché du milieu à un moment donné, on voit que les propriétés du milieu varient de manière sinusoïdale en fonction de la position. On a donc une périodicité spatiale ; la distance entre deux maxima est appelée longueur d'onde, et est notée λ. Si l'on prend des photographies successives, on voit que ce « profil » se déplace à une vitesse nommée vitesse de phase.

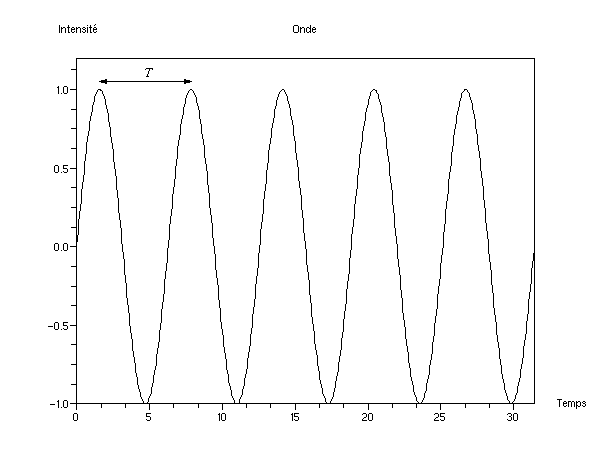
Effet d'une onde en un endroit donné : variation cyclique de l'intensité

Si l'on se place à un endroit donné et que l'on relève l'intensité du phénomène en fonction du temps, on voit que cette intensité varie selon une loi, elle aussi sinusoïdale. Le temps qui s'écoule entre deux maxima est appelé période et est noté T.

## Modélisation d'une onde progressive
Une onde progressive unidimensionnelle se modélise par une fonction {\displaystyle A(\mathbf {x} ,t)}, d'amplitude {\displaystyle A\,}, {\displaystyle \mathbf {x} } étant la position dans l'espace (vecteur) et {\displaystyle t\,} l'instant considéré.
Une très grande famille des solutions d'équations de propagation des ondes est celle des fonctions sinusoïdales, sinus et cosinus (elles ne sont pas les seules). On montre également que tout phénomène périodique continu peut se décomposer en fonctions sinusoïdales (série de Fourier), et de manière générale toute fonction continue (transformée de Fourier). Les ondes sinusoïdales sont donc un objet d'étude simple et utile.
Dans ce cadre, une onde sinusoïdale peut s'écrire :
{\displaystyle A(\mathbf {x} ,t)=A_{0}\sin(\omega t-\mathbf {k} \cdot \mathbf {x} +\varphi )}
On appelle
- amplitude : le facteur {\displaystyle A_{0}\,},
- phase : l'argument du sinus {\displaystyle {\omega t-\mathbf {k} \cdot \mathbf {x} +\varphi }},
- tandis que {\displaystyle \varphi \,}, est la phase à l'origine lorsque {\displaystyle t\,}, et {\displaystyle x\,}, sont nuls.

La phase absolue d'une onde n'est pas mesurable. La lettre grecque {\displaystyle \omega \,}, désigne la pulsation de l'onde ; on note qu'elle est donnée par la dérivée de la phase par rapport au temps :
{\displaystyle {\partial  \over \partial t}(\omega t-\mathbf {k} \cdot \mathbf {x} +\varphi )=\omega }.
Le vecteur k est le vecteur d'onde. Lorsque l'on se place sur un seul axe, ce vecteur est un scalaire et est appelé nombre d'onde : c'est le nombre d'oscillations que l'on dénombre sur 2{\displaystyle \pi } unités de longueur.
On a pour la norme du vecteur d'onde :
{\displaystyle k\ =\ {\frac {2\pi }{\lambda }}}
La pulsation s'écrit en fonction de la fréquence {\displaystyle \nu \,} :
{\displaystyle \omega \ =\ 2\pi \nu \ =\ {\frac {2\pi }{T}}}
La vitesse de phase vaut enfin :
{\displaystyle c\ =\ {\frac {\lambda }{T}}\ =\ {\frac {\omega }{k}}}
Une autre écriture permet de ne faire apparaître que la période temporelle {\displaystyle T\,}et la période spatiale {\displaystyle \lambda \,}
{\displaystyle A(x,t)=A_{0}\sin \left(2\pi {\frac {t}{T}}-2\pi {\frac {x}{\lambda }}+\varphi \right)}

## Catégories d'ondes
On distingue plusieurs catégories d'ondes :
- Les ondes longitudinales, où les points du milieu de propagation se déplacent localement selon la direction de la perturbation (exemple type : la compression ou la décompression d'un ressort, le son dans un milieu sans cisaillement : eau, air…)
- Les ondes transversales, où les points du milieu de propagation se déplacent localement perpendiculairement au sens de la perturbation, de sorte qu'il faut faire intervenir une grandeur supplémentaire pour les décrire (exemple type : les ondes des tremblements de terre, les ondes électromagnétiques). On parle pour décrire ceci de polarisation.

Le milieu de propagation d'une onde peut être tridimensionnel (onde sonore, lumineuse, etc.), bidimensionnel (onde à la surface de l'eau), ou unidimensionnel (onde sur une corde vibrante).
Une onde peut posséder plusieurs géométries : plane, sphérique, etc. Elle peut également être progressive, stationnaire ou évanescente (voir Propagation des ondes). Elle est progressive lorsqu'elle s'éloigne de sa source. Elle s'en éloigne indéfiniment si le milieu est infini, si le milieu est borné elle peut se réfléchir sur les bords, sur la sphère (comme la Terre par exemple) les ondes peuvent revenir au point de départ en faisant un tour complet.
D'un point de vue plus formel, on distingue également les ondes scalaires qui peuvent être décrites par un nombre variable dans l'espace et dans le temps (le son dans les fluides par exemple), et les ondes vectorielles qui nécessitent un vecteur à leur description (la lumière par exemple), voire des ondes tensorielles (d'ordre 2) pour les ondes gravitationnelles de la théorie de la relativité générale.[pas clair][réf. nécessaire]
Si l'on définit les ondes comme associées à un milieu matériel, les ondes électromagnétiques sont exclues. Pour éviter de les exclure, les ondes peuvent être définies comme des perturbations d'un milieu, au sens large, matériel ou vide. Dans ce dernier cas, c'est une perturbation électromagnétique qui peut se propager dans le vide (de matière).[réf. nécessaire]

## Célérité d'une onde, fréquence
Une onde monochromatique est caractérisée par une pulsation {\displaystyle \omega } et un nombre d'onde {\displaystyle k}. Ces deux quantités sont liées par la relation de dispersion. À chaque exemple d'onde mentionné ci-dessus correspond une certaine relation de dispersion.
- La relation la plus simple est obtenue lorsque {\displaystyle \omega =\pm ck}, le milieu est dit non dispersif
- L'onde de Kelvin obéit à {\displaystyle \omega =+ck}, le fait qu'il n'y ait qu'un signe fait que l'onde se propage que dans une direction (en laissant la côte à droite dans l'hémisphère Nord)

Deux vitesses peuvent être associées à une onde : les vitesse de phase et vitesse de groupe. La première est la vitesse à laquelle se propage la phase de l'onde, tandis que la deuxième correspond à la vitesse de propagation de l'enveloppe (éventuellement déformée au cours du temps). La vitesse de groupe correspond à ce qu'on appelle la célérité de l'onde.
- La vitesse de phase {\displaystyle c_{\phi }} est reliée à la relation de dispersion par {\displaystyle c_{\phi }=\omega /k}
- La vitesse de groupe {\displaystyle c_{g}} est reliée à la relation de dispersion par {\displaystyle c_{g}={\frac {d\omega }{dk}}}

Pour un milieu non dispersif, on a {\displaystyle c_{g}=c_{\phi }}
Pour une onde progressive périodique, on a une double périodicité : à un instant donné, la grandeur considérée est spatialement périodique, et à un endroit donné, la grandeur oscille périodiquement au cours du temps. La fréquence {\displaystyle \nu } et période T sont liées par la relation {\displaystyle T=1/\nu }.

Pour une onde progressive se propageant avec la célérité c, la longueur d'onde correspondante {\displaystyle \lambda } est alors déterminée par la relation : {\displaystyle \lambda =c/\nu } où {\displaystyle \lambda } est en m, {\displaystyle \nu } en hertz (Hz), et c en m⋅s−1. 

{\displaystyle \lambda } est la période spatiale de l'onde.
La célérité des ondes dépend des propriétés du milieu. Par exemple, le son dans l'air à 15 °C et à 1 bar se propage à 340 m s−1.
- Pour une onde matérielle, plus le milieu est rigide, plus la célérité est grande. Sur une corde, la célérité d'une onde est d'autant plus grande que la corde est tendue. La célérité du son est plus grande dans un solide que dans l'air. Par ailleurs, plus l'inertie du milieu est grande, plus la célérité diminue. Sur une corde, la célérité est d'autant plus grande que la masse linéique est faible.
- Pour une onde électromagnétique, la vitesse de propagation sera généralement d'autant plus grande que le milieu est dilué (dans le cas général, il convient cependant de considérer les propriétés électromagnétiques du milieu, qui peuvent compliquer la physique du problème). Ainsi, la vitesse de propagation de la lumière est maximale dans le vide. Dans du verre, elle est environ 1,5 fois plus faible.

De façon générale, la célérité dans un milieu dépend aussi de la fréquence de l'onde : de tels milieux sont dits dispersifs. Les autres, ceux pour lesquels la célérité est la même quelle que soit la fréquence, sont dits non-dispersifs. Par exemple, l'air est un milieu non-dispersif pour les ondes sonores.
En ce qui concerne la lumière, le phénomène de dispersion est également à l'origine de l'arc-en-ciel : les différentes couleurs se propagent différemment dans l'eau, ce qui permet de décomposer la lumière du soleil suivant ses différentes composantes. La dispersion par un prisme est également classiquement utilisée : en décomposant la lumière, on peut ainsi faire de la spectroscopie (les méthodes interférentielles donnent cependant maintenant des résultats beaucoup plus précis).

## Une onde est-elle toujours monochromatique?
La notion d'onde monochromatique est centrale pour la compréhension du phénomène mais toutes les ondes ne sont pas monochromatiques. Considérons les ondes sonores : une onde monochromatique serait une note de musique pure (si sa fréquence tombe juste). Une note d'instrument de musique est composée d'un son pur (le fondamental de pulsation {\displaystyle \omega }) associés à une série harmonique (des ondes dont la pulsation est un multiple de {\displaystyle \omega }). Si on considère une musique, la structure de l'onde est complexe, elle est constituée d'une somme d'ondes monochromatiques. Si maintenant on considère le son d'un choc sec alors l'onde n'est plus du tout monochromatique, une représentation en paquet d'onde est beaucoup plus judicieuse.
Une onde monochromatique n'a d'ailleurs pas d'existence physique : sa largeur spectrale étant nulle, son extension temporelle devrait alors être infinie (En effet, leur produit doit être plus grand que 1/2 par le théorème parfois nommé Inégalité de Heisenberg Temps-Énergie), c'est-à-dire qu'elle devrait exister pendant un temps infiniment long. Une onde monochromatique est donc utilisée pour obtenir des informations sur les ondes réelles, qui sont une superposition (continue) d'ondes monochromatiques (si le système est linéaire).

## Exemples d'ondes

La machine à onde
de John Shive

En effet nous pouvons voir ici plusieurs exemples d'ondes :
- Ondes mécaniques :
  - Les vagues ou ondes de gravité sont des perturbations qui se propagent dans l'eau (voir aussi Seiche (hydrodynamique) et tsunami).
  - Onde sur une corde vibrante
  - Machine à ondes de John Shive
  - Le son est une onde de pression qui se transmet dans les fluides et les solides, et qui est détectée par le système auditif
  - Les ondes sismiques sont similaires aux ondes sonores et sont engendrées lors d'un tremblement de terre
  - Les ondes de Kelvin sont l'analogue des vagues mais s'appuyant sur les côtes et ayant des échelles spatiales suffisamment grandes pour être sensibles à la force de Coriolis. Elles se propagent en laissant la côte à droite dans l'hémisphère Nord, à gauche au Sud. Le plus bel exemple d'onde de Kelvin est l'onde de marée.
  - Les ondes de Rossby sont des ondes de vorticité, sensibles à la rotation et à la sphéricité de la Terre. Leur vitesse de phase est vers l'Ouest. Elles jouent un rôle clef en météorologie.
  - Les ondes internes sont des ondes de gravité (comme les vagues) mais se propageant à l'intérieur d'un milieu continument stratifié (comme les océans ou l'atmosphère). Leur vitesse de groupe est perpendiculaire à leur vitesse de phase.
  - Toute onde mécanique peut être une onde de choc qui dissipe de l'énergie pourvu que son amplitude soit suffisamment importante pour exhiber un comportement non linéaire et une singularité en temps fini. Dans le cas du déferlement des vagues sur le rivage, l'onde se raidit puis déferle. En aérodynamique on observe une onde de compression à la frontière située entre la partie supersonique de l'écoulement et sa partie subsonique.

- Ondes électromagnétiques :
  - La lumière et, en général, les ondes électromagnétiques résultent des perturbations électromagnétiques
  - Une onde radio est un champ électromagnétique variable, souvent périodique, produit par un émetteur d'ondes radioélectriques et transmise  par une antenne

- Ondes gravitationnelles

#### Sur les différents phénomènes ondulatoires
- Onde sur une corde vibrante
- Mascaret, Tsunami, Vague scélérate
- Paquet d'onde
- Battement (physique)

#### Éléments théoriques physiques
- Propagation des ondes, Diffusion des ondes, Interférence
- Diffraction, réflexion, Réfraction, Atténuation
- Soliton, Onde stationnaire

#### Sur la mesure des ondes
- Fréquence, Hertz ;
- Longueur d'onde ;
- Phase, déphasage, harmonique

#### Éléments théoriques mathématiques
- Fonction trigonométrique, Phénomène périodique
- Joseph Fourier, Transformée de Fourier.
- Pierre-Simon de Laplace, Transformée de Laplace
- Produit de convolution
- Équation de d'Alembert, Équation de propagation des ondes